# Цихиа
Цихиа (груз. ციხია) — село в Грузии, на территории Ткибульского муниципалитета края (мхаре) Имеретия.

## География
Село находится в западной части Грузии, к востоку от реки Чала (правый приток реки Цкалцителы), на расстоянии приблизительно 11 километров (по прямой) к западу от города Ткибули, административного центра муниципалитета. Абсолютная высота — 448 метров над уровнем моря.

## Население
По результатам официальной переписи населения 2014 года, в Цихии проживало 92 человека (46 мужчин и 46 женщин). В национальной структуре населения грузины составляли 100 %.
| Год  | Население, человек |
| ---- | ------------------ |
| 2002 | 154                |
| 2014 | ↘ 92               |